# Hecamedoides costata
Hecamedoides costata är en tvåvingeart som först beskrevs av Friedrich Hermann Loew 1860.  Hecamedoides costata ingår i släktet Hecamedoides, och familjen vattenflugor. Arten har ej påträffats i Sverige.